# Adarga

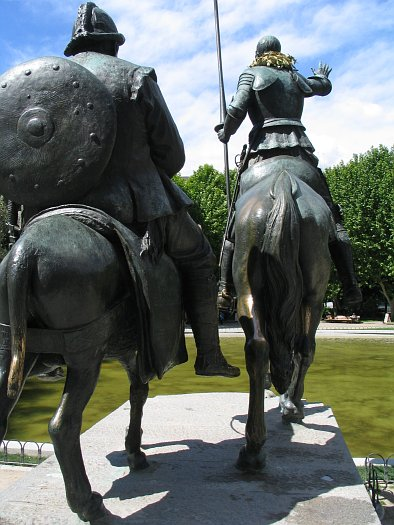
Dieses Denkmal in Madrid zeigt links einen Reiter, der ein Adarga am Rücken trägt.

Das Adarga war ein spanischer Schild.

## Etymologie
Der deutsche Begriff Adarga kommt vom arabischen Wort al-daraqa, was so viel bedeutet wie „Schild“.

## Beschreibung und Verwendung
Dieser Schild war ein schwerer, mit Antilopenleder umwickelter Holzschild. In seiner Mitte war ein Schildbuckel aus Metall angebracht. Der Durchmesser betrug 80 bis 90 cm. Das Leder war am Rand mit Metallnägeln am Holz befestigt. Von innen wurde das Adarga mit Lederriemen am Arm festgebunden.
Verwendet wurde das Adarga sowohl von Reitern als auch von Fußtruppen. Letztere waren mit diesem Schild und einem Schwert bewaffnet und wurden Rodelero genannt. Der Schild bot einen guten Schutz vor Pfeilen und Schwerthieben.

## Geschichte
Ursprünglich kommt das Adarga von den in Spanien siedelnden Mauren. Es wurde aber schon im Spätmittelalter von den spanischen Kriegern übernommen und hielt sich bis ins 16. Jahrhundert. Auch in der „neuen Welt“, in Amerika, verwendeten die spanischen Conquistadores das Adarga.
In der übrigen muslimischen Welt wurde das Ardaga ebenfalls verwendet, so auch von den Türken. Der Schild wurde in der ersten und zweiten Belagerung von Wien um 1683 verwendet.

## Einzelnachweis
1. ↑  Adarga im Metropolitan Museum, New York, Online einsehbar, (engl., eingesehen am 23. September 2011)